# Yanal Ashmouz
Yanal Ashmouz (en hébreu : ינאל אשמוז ; en adyguéen : Ацумыжь Инал), né le 31 mars 1995, est un combattant professionnel israélo-tcherkesse de MMA, évoluant actuellement dans la catégorie des poids légers de l'UFC.

## Biographie

### Jeunesse
Yanal Ashmouz est né et a grandi dans le village tcherkesse de Kfar Kama, en Israël, dans une famille circassienne musulmane,. Depuis tout jeune, il est athlétique et faisait régulièrement du sport, notamment de la gymnastique. A l'âge de 17 ans, il découvre la boxe et commence à s'entraîner seul régulièrement. Il continuera aussi à jouer en même temps dans l'équipe de football de Kfar Kama au poste de milieu de terrain, jusqu'en 2017.

### Carrière dans les arts martiaux mixtes

#### Débuts (2017)
À 22 ans, Ashmouz décide de commencer à s'entraîner sérieusement au MMA après avoir vu une vidéo du sport en question sur son téléphone. En 2017, il combat 2 fois en Israël en l'espace d'un mois et remporte ces 2 combats professionnels avant la limite de temps par soumission. Après son premier combat, il part vivre à Kiryat Shmona afin de pouvoir s'entraîner plus facilement. En octobre de la même année, il gagne la médaille d'or à l'IBJJL (Ligue israélienne de jiu-jitsu brésilien), puis combat en MMA quelques jours plus tard et gagne par KO à la deuxième reprise face au Brésilien Luiz Abdalla.

#### Pause (2018-2020)
En 2018, plusieurs combats lui sont proposés mais ils sont à chaque fois annulés par le camp adverse,. Il fera malgré tout un combat de grappling au Grappling Super Fight Night 1 et perdra aux points face à l'israélien Tomer Ben Shimol. Il décide ensuite de mettre de côté les sports de combats pour pouvoir travailler à plein temps à l'usine.
Fin 2019, l'entraîneur d'Ashmouz, Danny Hazan, lui propose de revenir pour combattre au Bellator. Malgré son travail d'ouvrier à ce moment-là, il tentera de venir quelques fois s'entraîner et de se renforcer physiquement chez lui s'il ne se sent pas trop fatigué. Au final, "The Red Fox" ne se fera pas sélectionner. Il tentera de s'arranger avec l'ancien combattant israélien du Bellator, Haim Gozali, pour qu'il puisse en parler aux plus haut placés, mais rien n'y fait.
Près d'un an et demi plus tard, il découvre via les réseaux sociaux qu'il y a un entraîneur de MMA circassien dans le New Jersey. Cet entraîneur n'est nul autre que Murat Keshtov, le premier entraîneur de l'ancien champion poids léger de l'UFC, Khabib Nurmagomedov.

#### Arrivée aux États-Unis et reprise des combats (2021-2022)
En décembre 2020, il s'envole vers les États-Unis pour rencontrer ce nouvel entraîneur et lui montrer qu'il était prêt à se battre n'importe quand. En avril 2021, Yanal se blesse et reçoit en même temps une proposition de combat pour juillet de la même année. Il finit par accepter et s'entraîne durant et après le Ramadan, malgré la blessure. Près de deux semaines avant le combat, Ashmouz atterrit au New Jersey et repart s'entraîner chez Murat Keshtov, au K Dojo Warrior Tribe. Le 17 juillet 2021, il remonte dans l'octogone après plus de trois ans sans combattre et un cutting très difficile, et met KO l'albanais Armando Gjetja au début du second round lors du Ring of Combat 13,.
Après cette victoire, il retourne en Israël pour un mois puis retourne aux États-Unis afin d'être prêt pour son prochain combat en octobre. Il gagnera ce combat face à l'américain Ryan Rizco par KO, allant pour la première fois de sa carrière au troisième round lors du Cage Fury Fighting Championships 102,.
Le 18 mars 2022, il fait son premier combat dans une organisation majeure de MMA. Lors du PFL Challenger Series 5, il bat l'américain Dennis Hughes à la décision, mais n'obtiendra finalement pas de contrat. En mai, l'UFC contacte Yanal et lui annonce qu'il pourra combattre aux Dana White's Contender Series d'août 2022 pour tenter d'obtenir un contrat. Voyant que l'UFC le laisse toujours sans nouvelle quelques semaines avant l'événement, l'israélien décide alors de rechercher une autre organisation afin de rester actif. Finalement, le 2 décembre 2022, il signe un contrat de 4 combats avec l'UFC. Il devient officiellement le quatrième israélien à entrer dans le roster de l'organisation.

#### Débuts à l'Ultimate Fighting Championship (depuis 2023)
Le 18 janvier 2023, Ashmouz fait ses débuts à l'Ultimate Fighting Championship. Lors de son premier combat, face à Sam Patterson lors de l'UFC 286 à Londres, il réussit à le mettre KO au début du combat,. C'était la première fois qu'un combattant israélien gagnait par KO à l'UFC.
Le 22 juillet 2023, il retourne à Londres pour affronter Chris Duncan lors de l'UFC Fight Night: Aspinall vs. Tybura. Lors du premier round, il se blesse à l'avant-bras gauche,, et finit par perdre à la décision pour la première fois de sa carrière d'artiste martial mixte (27-30, 27-30, 28-29).
Après plus d'un an d'inactivité, Ashmouz fait son retour le 7 septembre 2024 pour son troisième combat dans l'organisation de Dana White lors de l'UFC Fight Night: Burns vs. Brady à Las Vegas. Il gagne au bout de la troisième reprise par décision unanime face au combattant américain Trevor Peek (27-30, 28-29, 28-29),.

## Vie privée
Les ancêtres de Yanal Ashmouz sont arrivés en Palestine après la guerre du Caucase et y sont restés jusqu'à aujourd'hui. L'écrasante majorité des Tcherkesses israéliens sont installés à Kfar Kama, le village natal de Yanal.
Yanal est marié à Sofy Ashmouz.
Il est aussi un ami d'enfance du footballer israélo-circassien Bibras Natkho.

## Palmarès en art martiaux mixtes
| 10 combats     | 8 victoires | 2 défaites |
| Par KO         | 4           | 0          |
| Par soumission | 2           | 0          |
| Sur décision   | 2           | 2          |

| Résultat | Record | Adversaire       | Méthode                           | Événement                            | Date             | Round | Temps | Lieu                                   | Notes                     |
| -------- | ------ | ---------------- | --------------------------------- | ------------------------------------ | ---------------- | ----- | ----- | -------------------------------------- | ------------------------- |
| Défaite  | 8-2    | Quillan Salkilld | Décision unanime                  | UFC 316                              | 7 juin 2025      | 3     | 5:00  | Newark, New Jersey, États-Unis         |                           |
| Victoire | 8-1    | Trevor Peek      | Décision unanime                  | UFC Fight Night: Burns vs. Brady     | 7 septembre 2024 | 3     | 5:00  | Las Vegas, Nevada, États-Unis          |                           |
| Défaite  | 7-1    | Chris Duncan     | Décision unanime                  | UFC Fight Night: Aspinall vs. Tybura | 22 juillet 2023  | 3     | 5:00  | Londres, Angleterre                    |                           |
| Victoire | 7-0    | Sam Patterson    | KO (coups de poing)               | UFC 286                              | 18 mars 2023     | 1     | 1:15  | Londres, Angleterre                    |                           |
| Victoire | 6-0    | Dennis Hughes    | Décision unanime                  | PFL Challenger Series 5              | 18 mars 2022     | 3     | 5:00  | Orlando, Floride, États-Unis           |                           |
| Victoire | 5-0    | Ryan Rizco       | TKO (coups de coude et de poing)  | Cage Fury Fighting Championships 102 | 30 octobre 2021  | 3     | 2:57  | Philadelphie, Pennsylvanie, États-Unis |                           |
| Victoire | 4-0    | Armando Gjetja   | KO (coup de poing)                | Ring of Combat 73                    | 17 juillet 2021  | 3     | 0:34  | Atlantic City, New Jersey, États-Unis  | Début en poids légers.    |
| Victoire | 3-0    | Luiz Abdalla     | KO (coups de poing)               | KNO World Tour 2                     | 19 octobre 2017  | 2     | NC    | Ashdod, Israël                         |                           |
| Victoire | 2-0    | Yona Cohana      | Soumission (guillotine)           | KNO World Tour 1                     | 18 mai 2017      | 2     | 0:59  | Ashdod, Israël                         |                           |
| Victoire | 1-0    | Erik Sianov      | Soumission (étranglement arrière) | Desert Combat Challenge 9            | 22 avril 2017    | 3     | 4:20  | Beer-Sheva, Israël                     | Début en poids mi-moyens. |

## Palmarès en grappling amateur
| Résultat | Record | Adversaire       | Méthode  | Événement                     | Date         | Round | Temps | Lieu              | Notes |
| -------- | ------ | ---------------- | -------- | ----------------------------- | ------------ | ----- | ----- | ----------------- | ----- |
| Défaite  | 0-1    | Tomer Ben Shimol | Décision | Grappling Super Fight Night 1 | 27 juin 2019 | 1     | 15:00 | Gan Yavné, Israël |       |